# Provincia di La Vega

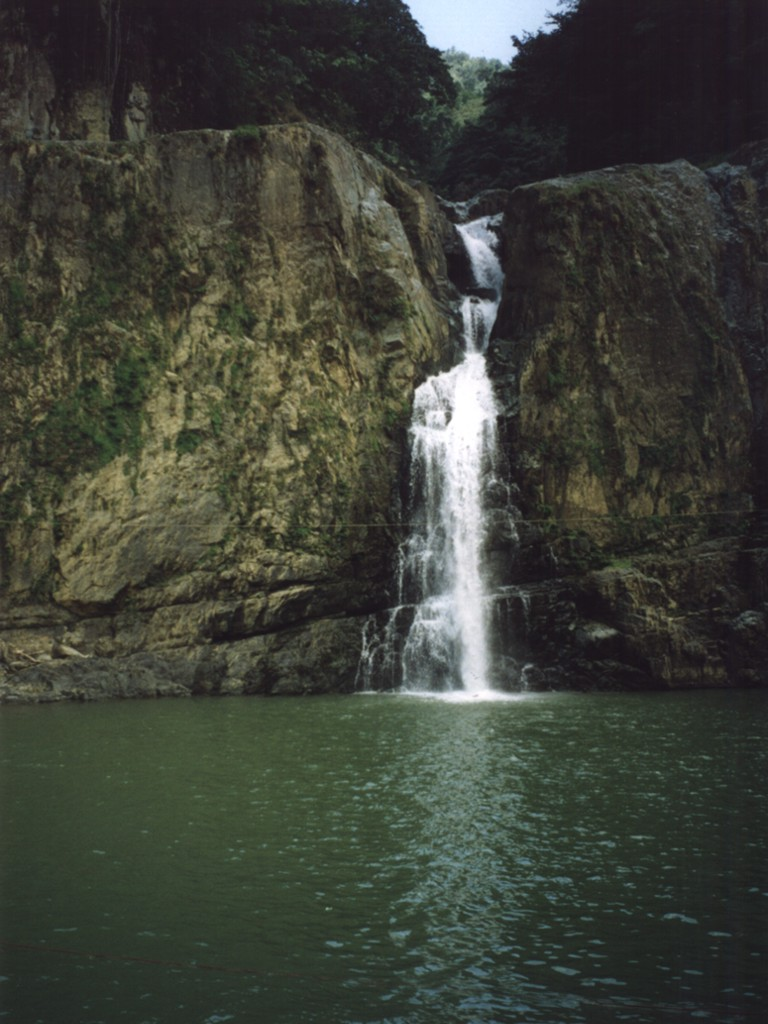
Salto de Jimenoa, nel comune di Jarabacoa.

La Vega è una delle 32 province della Repubblica Dominicana. Il suo capoluogo è Concepción de La Vega.

## Geografia antropica

### Suddivisioni amministrative
La provincia si suddivide in 4 comuni e 7 distretti municipali (distrito municipal - D.M.):
- Concepción de La Vega
  - El Ranchito (D.M.)
  - Río Verde Arriba (D.M.)
  - Cutupú
- Constanza
  - La Sabina (D.M.)
  - Tireo (D.M.)
- Jarabacoa
  - Buena Vista (D.M.)
  - Manabao (D.M.)
- Jima Abajo
  - Rincón (D.M.)